# Szürkefejű bíbic
A szürkefejű bíbic (Vanellus cinereus) a madarak osztályának lilealakúak (Charadriiformes) rendjébe, ezen belül a lilefélék (Charadriidae) családjába tartozó faj.

## Rendszerezése
A fajt Edward Blyth angol ornitológus írta le 1842-ben, a Pluvianus nembe Pluvianus cinereus néven.  Sorolják a Hoplopterus nembe Hoplopterus cinereus néven is.

## Előfordulása
Banglades, Dél-Korea, Észak-Korea, a Fülöp-szigetek, Kambodzsa, Kína, Hongkong, India, Japán, Laosz, Mongólia, Mianmar, Nepál, Oroszország, Tajvan, Thaiföld és Vietnám területén honos. Kóborlásai során Bruneiba, Indonéziába, Malajziába és Szingapúrba is eljut.
Természetes élőhelyei a szubtrópusi vagy trópusi füves puszták, mocsarak, folyók és patakok környékén. Vonuló faj.

## Megjelenése
Testhossza 37 centiméter, testtömege 236–296 gramm.
|  |

## Életmódja
Valószínűleg rovarokkal, férgekkel és puhatestűekkel táplálkozik.

## Természetvédelmi helyzete
Az elterjedési területe rendkívül nagy, egyedszáma viszont csökken, de még em éri el a kritikus szintet. A Természetvédelmi Világszövetség Vörös listáján nem fenyegetett fajként szerepel.